# Матанса-Ріачуело
Мата́нса-Ріачуе́ло (ісп. Matanza-Riachuelo) — річка в аргентинській провінції Буенос-Айрес, яка має назву Ріачуело біля гирла і Матанса на більшій частині довжини. Впадає у Ла-Плату в районі Ла Бока міста Буенос-Айрес.
У басейні річки живуть 3,5 млн осіб. Також на річці знаходиться велика кількість промислових підприємств, завдяки чому вона є однією з найзабрудненіших річок світу.
Над Матанса-Ріачуела проходять такі мости:
- автомобільні:
  - Міст автотраси Буенос-Айрес — Ла-Плата, відкритий 1 липня 1995 року, висотою 28 м[1].
  - Міст ім. Ніколаса Авельянеди, відкритий 1940 року
  - Новий міст Пуеррейдон, відкритий 1969 року
  - Міст Пуеррейдон
  - Міст Бош
  - Міст ім. Вікторіно де ла Пласи, відкритий 1916 року[2]
  - Міст Альсіна, відкритий 1938 року
  - Міст провінційної автотраси №4
  - Міст національної автотраси A002 (Річьєрі)
  - Міст національної автотраси №3
- залізничні:
  - Міст Баррака Пенья, відкритий 1913 року
  - Міст головної лінії залізниці Хенераль Рока, відкритий 1865 року і перебудований 1909 року[3]
  - Міст гілки Сола (міст інженера Бріана), відкритий 1890 року і перебудований 1902 року
  - Міст Альсіна
  - Міст гілки Аедо-Мармоль (міст Колорадо), збудований 1886 року
  - Міст гілки G3, відкритий 8 лютого 1911 року

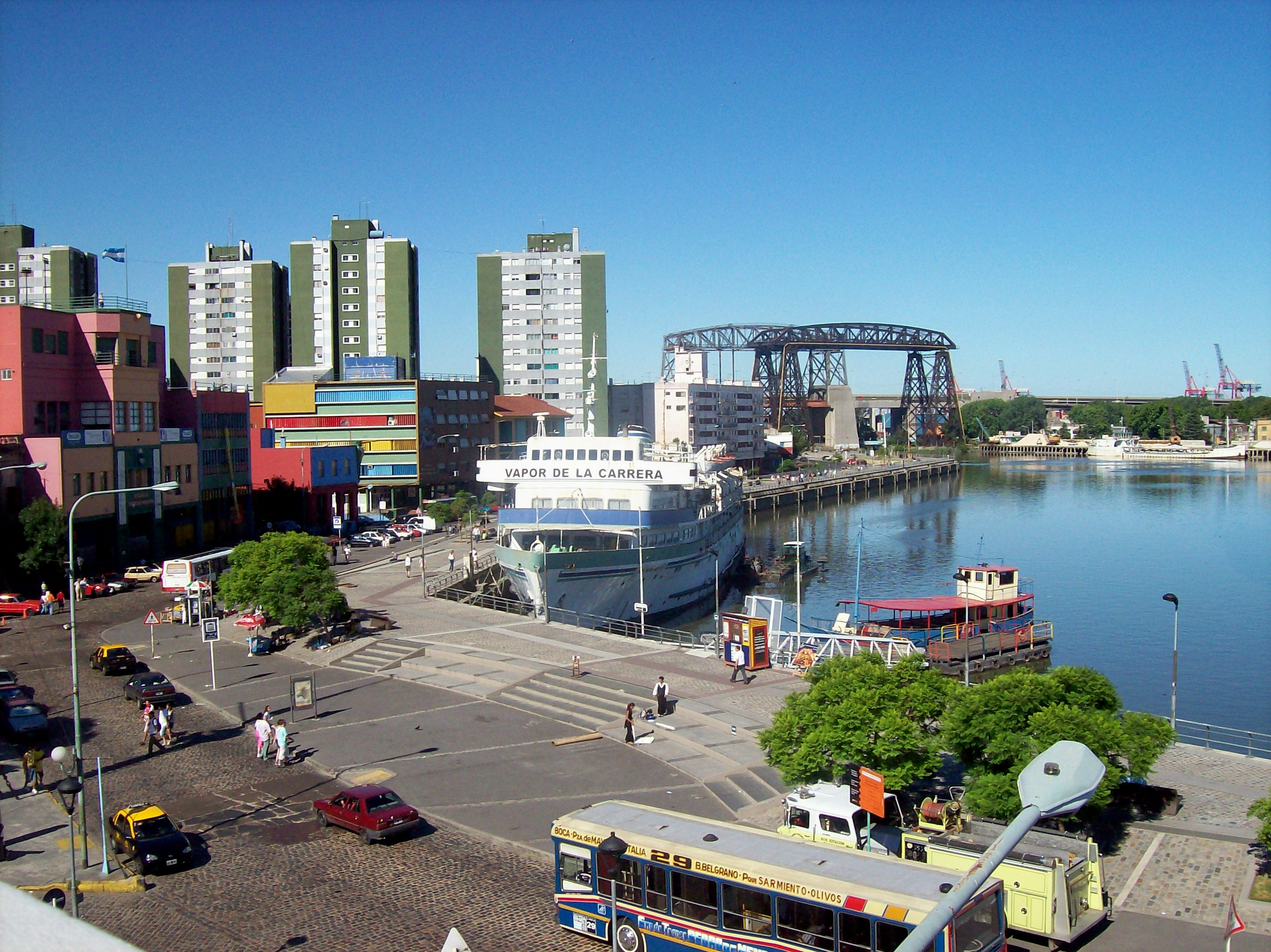
Міст ім. Ніколаса Авельянеди
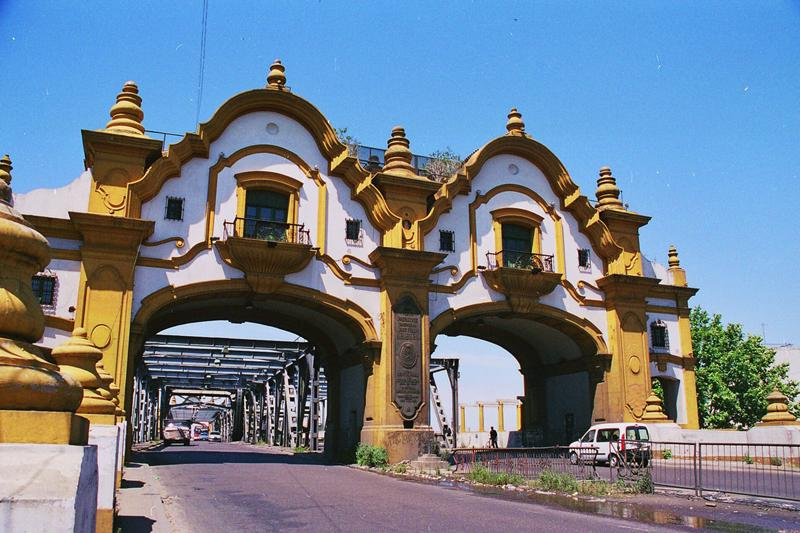
Міст Альсіна
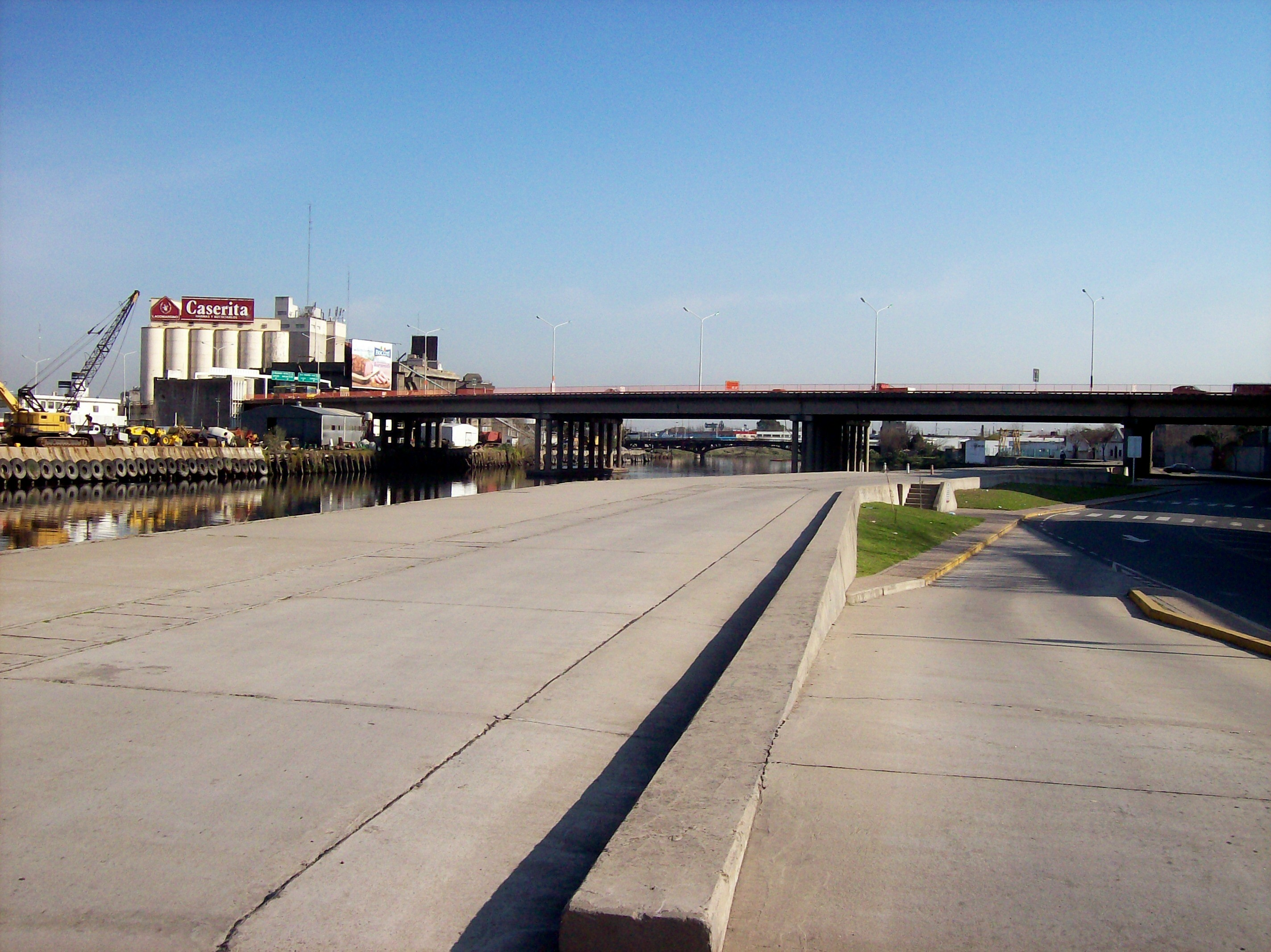
Новий міст Пуеррейдон
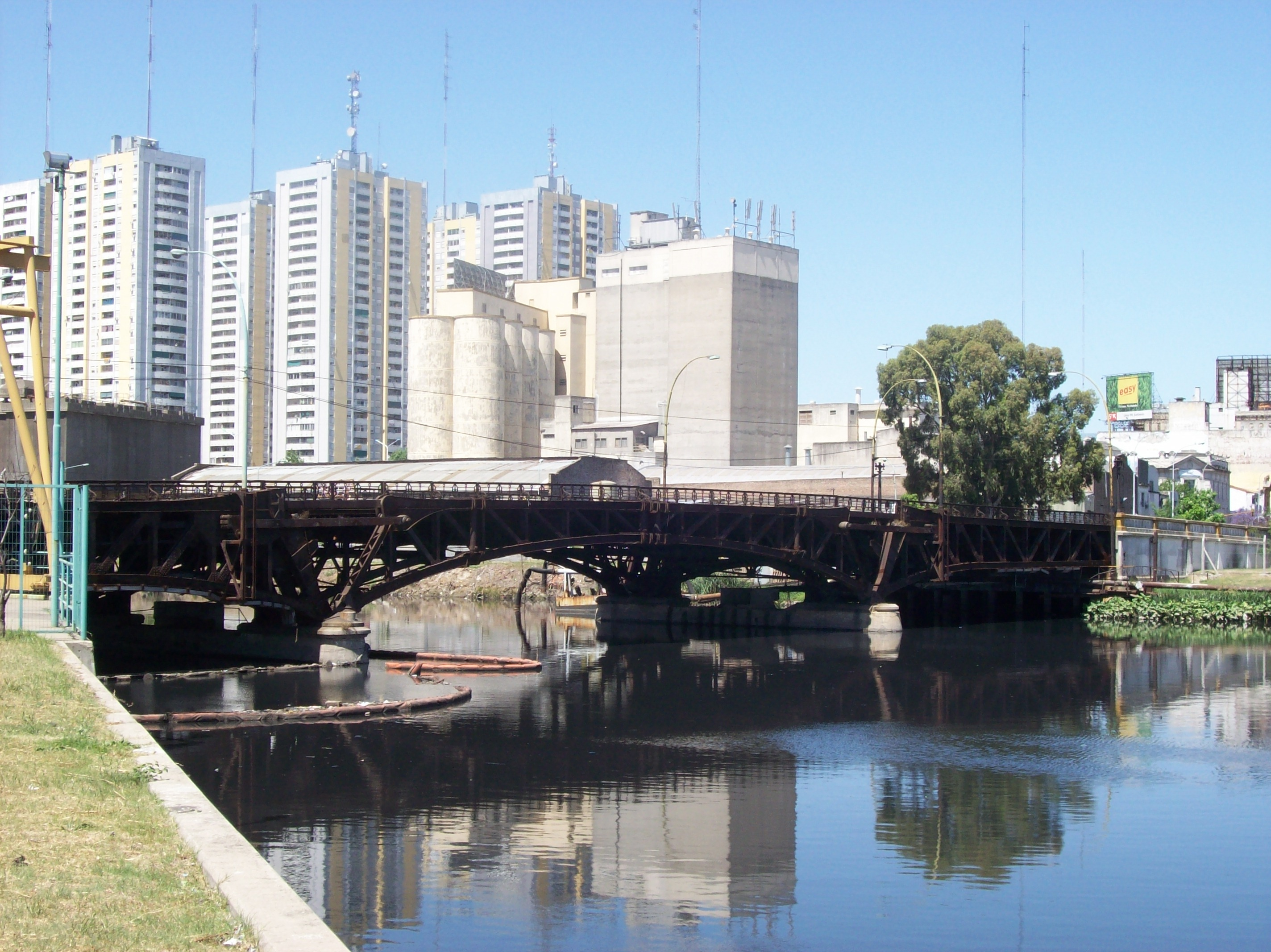
Старий міст Пуеррейдон
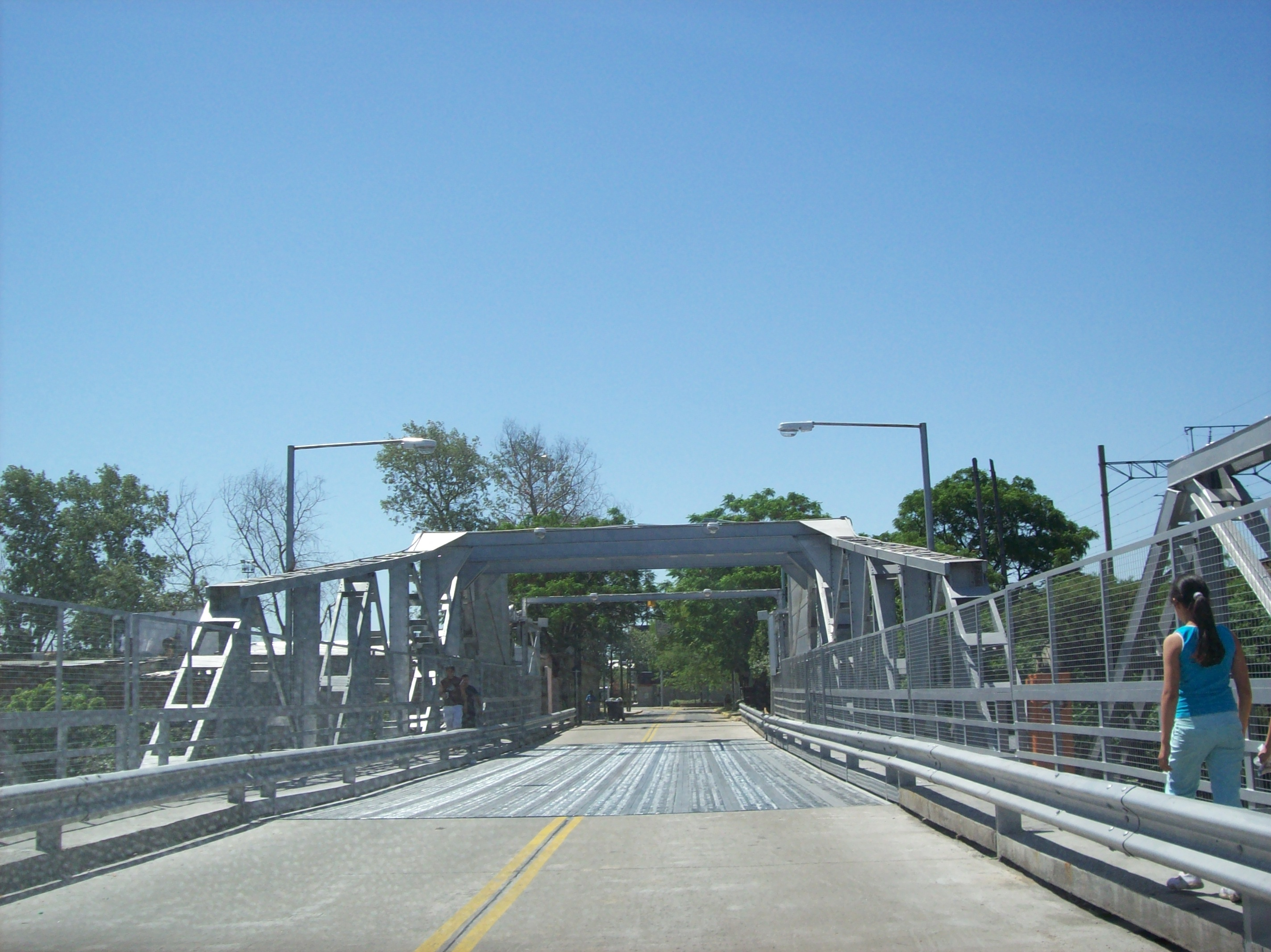
Міст Бош
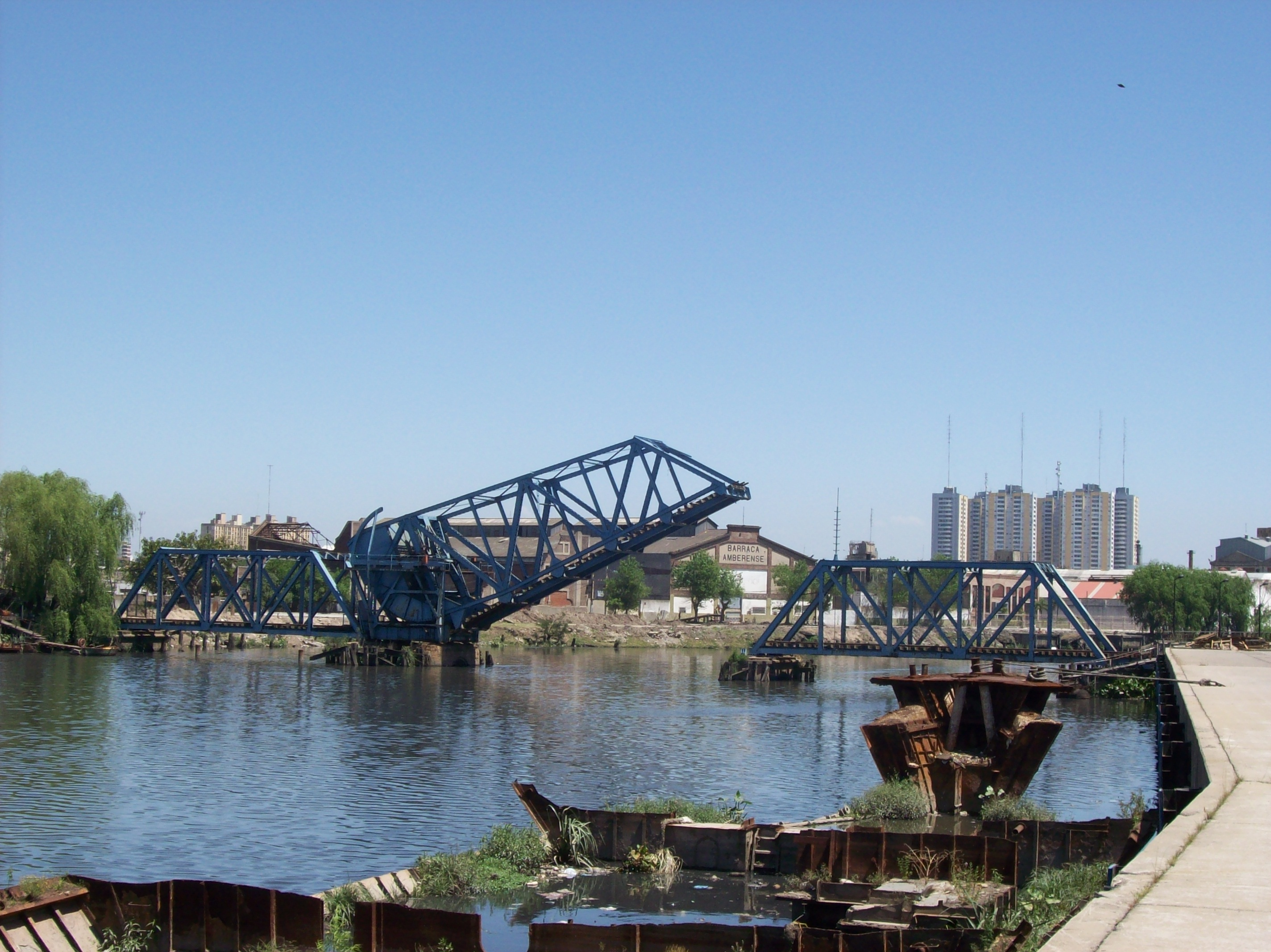
Міст Баррака Пенья
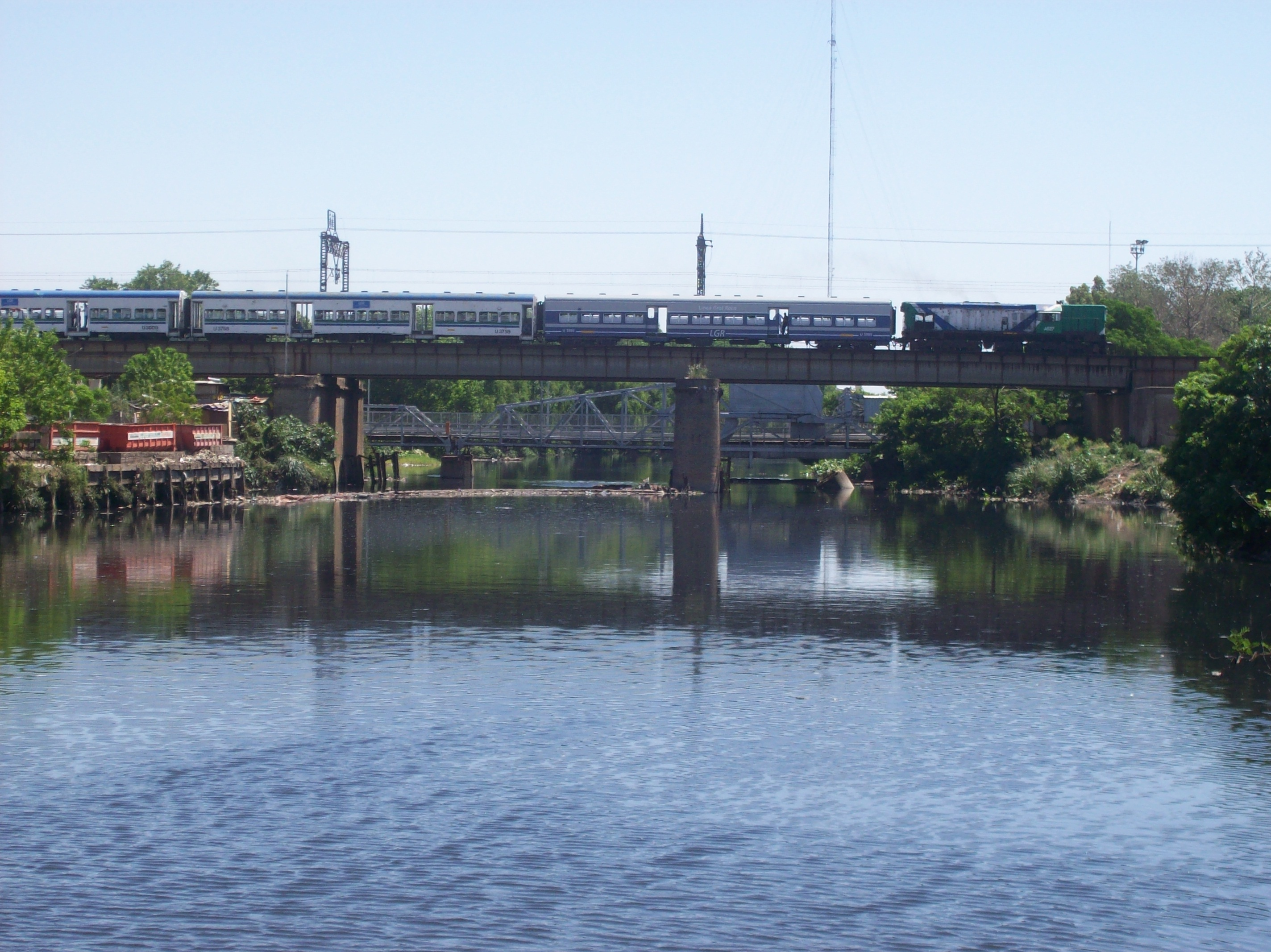
Міст головної лінії залізниці Хенераль Рока